# Mamadou Diawara (ethnologue)
Mamadou Diawara (né 1954 au Nioro-du-Sahel) est un ethnologue allemand d'origine malienne. Il est professeur d'ethnologie à l'institut d'ethnologie de l’université Francfort à et directeur adjoint de l’Institut Frobenius à Francfort. Il est également directeur de Point Sud, un centre de recherche sur les savoirs locaux à Bamako, Mali.

## Biographie

### Carrière professionnelle
Mamadou Diawara a étudié à l'École Normale Supérieure, Bamako, au Mali, et à l'École des hautes études en sciences sociales (EHESS), Paris, en France, où il a obtenu son doctorat en 1985 avec une thèse en anthropologie et histoire sur le thème « La dimension sociale et politique des traditions orales du royaume de Jaara (Mali) du XVe au milieu du XIXe siècle ». Il s'est ensuivi son habilitation à l'université de Bayreuth (1998) sur le thème « L'empire du verbe. L'éloquence du silence. Verset et anthropologie tu discours dans les groupes qui dominent au Sahel. » Avant d'être nommé à Francfort en 2005, Diawara a enseigné et fait des recherches à l'université de Fribourg, à la Miséricorde (Suisse), à l'université de Bayreuth, à l'université de Géorgie (États-Unis) et à le Staatliche Hochschule für Gestaltung Karlsruhe. Il a été professeur invité à l'université de São Paulo et Salvador da Bahia (Brésil), à l'École des hautes études en sciences sociales (Paris), et Henry Hart Rice Professeur d'anthropologie et d'histoire invité à l'université de Yale (États-Unis) et il a remporté le prix John G. Diefenbaker de université Laval (Canada).
Il a également été membre de l'Institut d'Études Avancées de Nantes (IEA) et du Collège scientifique de Berlin Au semestre d'hiver 2020/2021, il a été boursier au Stellenbosch Institute for Advanced Studies (STIAS) de l'université de Stellenbosch en Afrique du Sud. En 1998, il a fondé, avec des collègues et amis allemands, d’Autriche et de Mali, grâce au financement de la Fondation Volkswagen un centre de recherche sur les savoirs locaux à Bamako, Mali, dont il est le directeur.

### Axe de recherche
Ses domaines de recherche incluent les médias, le droit d'auteur, la migration, l'histoire, les traditions orales et les savoirs locaux en Afrique subsaharienne. Il a co-initié plusieurs projets de financement de la recherche destinés aux jeunes scientifiques d'Afrique et est impliqué dans des programmes de promotion de la coopération entre les scientifiques d'Afrique et du reste du monde.

## Projets de recherche notables
Sous la direction de Mamadou Diawara, le programme Point Sud, financé par la Fondation allemande pour la recherche, finance depuis 2008 des manifestations en sciences humaines et sociales liées à l'Afrique. Ceux-ci sont sélectionnés par un comité scientifique de pilotage via un appel à projets annuel. L'objectif du programme est l'échange et la mise en réseau de scientifiques d'Allemagne, d'Afrique et d'autres parties du monde ainsi que la promotion de jeunes scientifiques.
Avec Elísio Macamo de l'université de Bâle, Mamadou Diawara a fondé la Pilot African Postgraduate Academy (PAPA), Le projet, financé par la de:Gerda Henkel Foundation, s'adresse aux jeunes scientifiques qui ont récemment terminé leur thèse de doctorat et travaillent dans des universités en Afrique. L'objectif est d'approfondir leur compréhension de la valeur de la science pour elle-même et d'encourager leur intérêt pour la recherche fondamentale conceptuelle.
En coopération avec quatre institutions partenaires, Mamadou Diawara dirige également le collège de recherche international Maria Sibylla Merian Institute for Advanced Studies in Africa (MIASA) à l'université du Ghana à Legon, Accra. L'institut, financé par des fonds du Ministère fédéral de l'Éducation et de la Recherche (Allemagne), s'est engagé à réduire les asymétries mondiales dans la production de connaissances et à renforcer la coopération entre les chercheurs d'Afrique anglophone et francophone.
De 2007 à 2019, Diawara a été Chercheur principal du Exzellenzcluster 243 Excellence Cluster Normative Orders. The Formation of Normative Orders à l'université Francfort. De 2013 à 2019, il a également été membre de l'AFRASO, un projet conjoint interdisciplinaire et transrégional à l'université Goethe de Francfort, qui examine les nouvelles relations entre les deux continents d'Afrique et d'Asie dans une perspective comparative et transrégionale.
Il a mené des recherches ethnographiques de terrain au Mali, en France, en Mauritanie, en Indonésie et en Thaïlande. Mamadou Diawara est éditeur et auteur de nombreuses publications sur le copyright, la migration, la tradition orale et les savoirs locaux en Afrique subsaharienne. Ses intérêts de recherche actuels portent notamment sur les enjeux des médias locaux et des médias occidentaux dans le contexte de la oralité.

## Distinctions
- En 2022, Diawara a été élu membre correspondant de la British Academy[17],[18]
- Prix John G. Diefenbaker de l'université Laval (Canada)[6].

## Publications notables

### Monographies
- L’Empire du verbe et l’éloquence du silence. Vers une anthropologie du discours dans les groupes dits dominés au Sahel, Cologne, Rüdiger Köppe, 2003.
- La Graine de la parole, Stuttgart, Steiner Verlag, 1990.

### Rédaction et édition
- Heinrich Barth et l’Afrique. Köln: Rüdiger Köppe, 2006, avec Paulo Fernando de Moraes Farias et Gerd Spittler.
- Normes étatiques et pratiques locales en Afrique subsaharienne : entre affrontement et accommodement, Paris, Éditions Manucius, 2019, avec Ute Röschenthaler.
- (de) « Der Blick Afrikas auf Europa », Café Europa: Vorträge und Debatten zur Identität Europas, Wallstein,‎ 30 novembre 2022, p. 161–172 (ISBN 3835352512).
- (en) « Seeing like scholars. Whose exile? Making a life, at home and abroad », Reconfiguring Transregionalisation in the Global South. African-Asian Encounters, Palgrave Macmillan,‎ 2020, p. 197–222.
- (en) Translation revisited: contesting the sense of African social realities, Cambridge, Cambridge Scholars Publishing, 2018, avec Jean-Bernard Ouédraogo und Elísio S. Macamo.
- (en) Copyright Africa: How Intellectual Property, Media and Markets Transform Immaterial Cultural Goods, Canon Pyon, Sean Kingston Publishing, 2016, avec Ute Röschenthaler.
- (en) « Colonial Appropriation of Local Knowledge », Between Resistance and Expansion. Explorations of local Vitality in Africa, LIT (Münster), Transactions Publishers (Rochester),‎ 2004, p. 273 293.

### Articles
- « Dieu d’eau, eau du barrage. Les populations du plateau dogon face aux contraintes: pluviométrie, terre et démographie », Africa,‎ 1997, p. 602, 624.
- « La Bibliothèque coloniale, la propriété intellectuelle et la romance du développement en Afrique », Canadian Journal of African Studies,‎ 2014, p. 445, 461.
- (de) « Die Jagd nach den Piraten. Zur Herausbildung von Urheberrechten im Kontext der Oralität im subsaharischen Afrika », Sociologus,‎ 2011, p. 69, 89.
- (en) « Development and administrative norms: The Office du Niger and decentralization in French Sudan », Africa,‎ 2011, p. 434, 454.